# La Lumière qui s'éteint (roman)
Pour l’article homonyme, voir La Lumière qui s'éteint (film).
La Lumière qui s'éteint (The Light that Failed) est un roman de Rudyard Kipling publié pour la première fois en 1891. L'essentiel de l'aventure se déroule à Londres, mais d'autres événements ont lieu au Soudan.

## Résumé
De retour de la guerre des mahdistes, Dock Heldar, un peintre et dessinateur pour la presse populaire, devient progressivement aveugle.

## Adaptations

### Au cinéma
- 1916 : The Light that Failed, film muet américain réalisé par Edward José, distribué par Pathé, avec Robert Edeson et Jose Collins.
- 1923 : The Light that Failed, film muet américain réalisé par George Melford, produit par Famous Players-Lasky, avec Jacqueline Logan, Percy Marmont et David Torrence
- 1939 : La Lumière qui s'éteint (The Light That Failed), film américain réalisé par William A. Wellman, avec Ronald Colman dans le rôle d'Heldar, Muriel Angelus, Ida Lupino et Walter Huston[1]

### À la télévision
- 1961 : The Light that Failed, téléfilm américain réalisé par Marc Daniels, avec Edward Atienza, Richard Basehart et Eric Berry

### Au théâtre
- 1903 : Broadway crée une pièce avec Sir Johnston Forbes-Robertson et sa femme Gertrude Elliott

### En musique
- En 2011, le groupe de rock progressif The Entente Cordiale Project compose une chanson "The Light Has Failed" inspirée du roman.